# クラヴェザーナ
クラヴェザーナ（伊: Clavesana）は、イタリア共和国ピエモンテ州クーネオ県にある、人口約800人の基礎自治体（コムーネ）。

## 地理

### 位置・広がり

#### 隣接コムーネ
隣接するコムーネは以下の通り。
- バスティーア・モンドヴィ
- ベルヴェデーレ・ランゲ
- カッル
- チリエ
- ファリリアーノ
- マルサリーア
- ムラッツァーノ
- ロッカ・チリエ

## 分離集落
クラヴェザーナには、以下の分離集落（フラツィオーネ）がある。
- Ansaldi, Capoluogo (sede del municipio),Chiecchi, Costa Prà, Cravili, Feia, Gai, Gerino, Ghigliani, Gorea, La Possa, Madonna delle Neve (sede degli uffici comunali), Palazzetto, Prato del Pozzo, San Bartolomeo, San Pietro, Sbaranzo, Surie, Tetti, Villero

## 姉妹都市
- ローニョ、イタリア